# Begonia molleri
Espèce
Synonymes
- Mezierea molleri C. DC.[2]

Begonia molleri est une espèce de plantes de la famille des Begoniaceae. Ce bégonia est originaire de Sao Tomé-et-Principe. L'espèce fait partie de la section Tetraphila. Elle a été décrite en 1892 sous le basionyme de Mezierea molleri par Casimir Pyrame de Candolle (1836-1918), puis elle a été recombinée dans le genre Begonia en 1894 par Otto Warburg (1859-1938). L'épithète spécifique molleri signifie « de Moller », en hommage à Adolpho Frederico Moller, récolteur des type sur l'île de São Tomé en 1885.

## Description

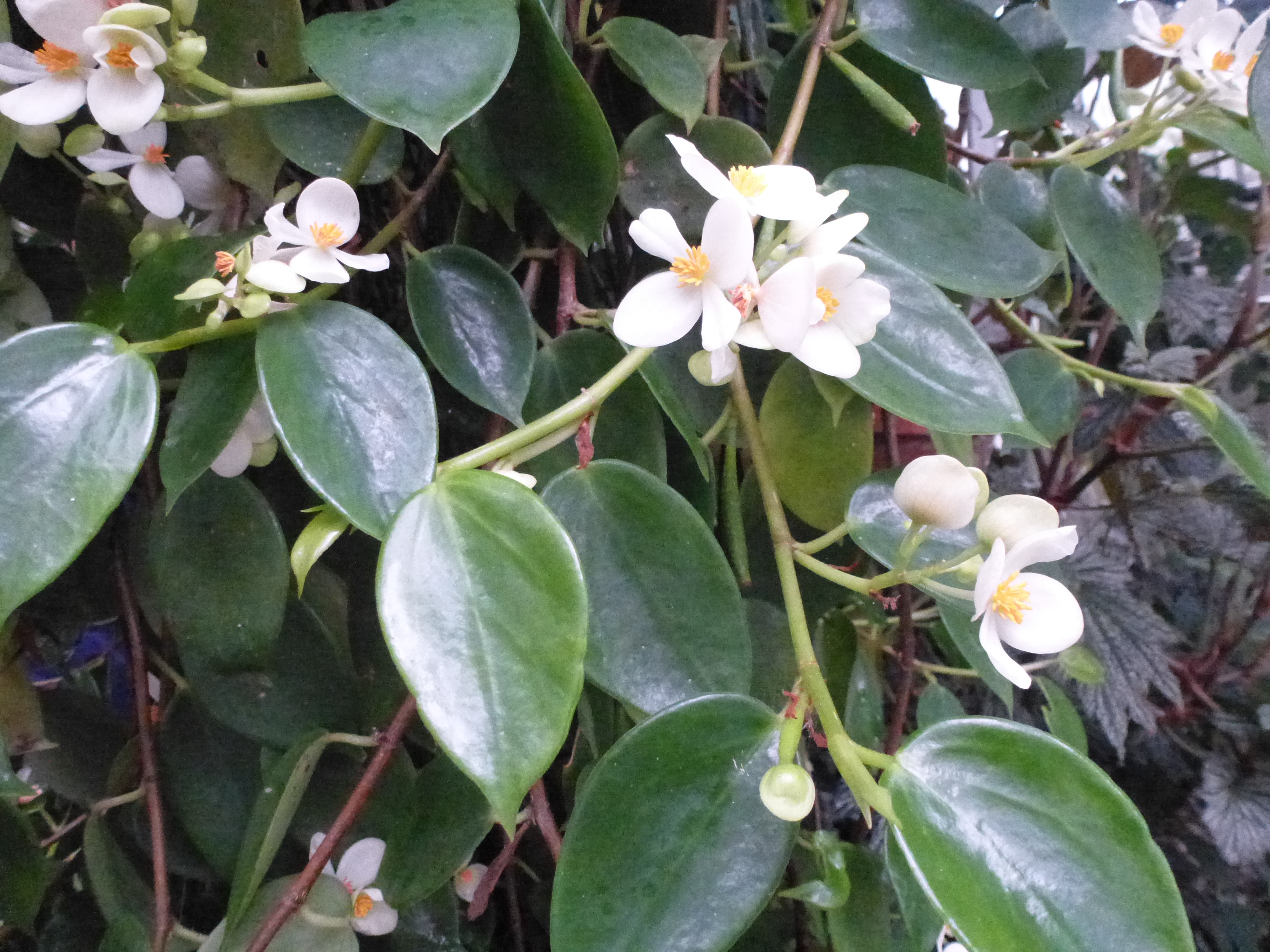
Floraison
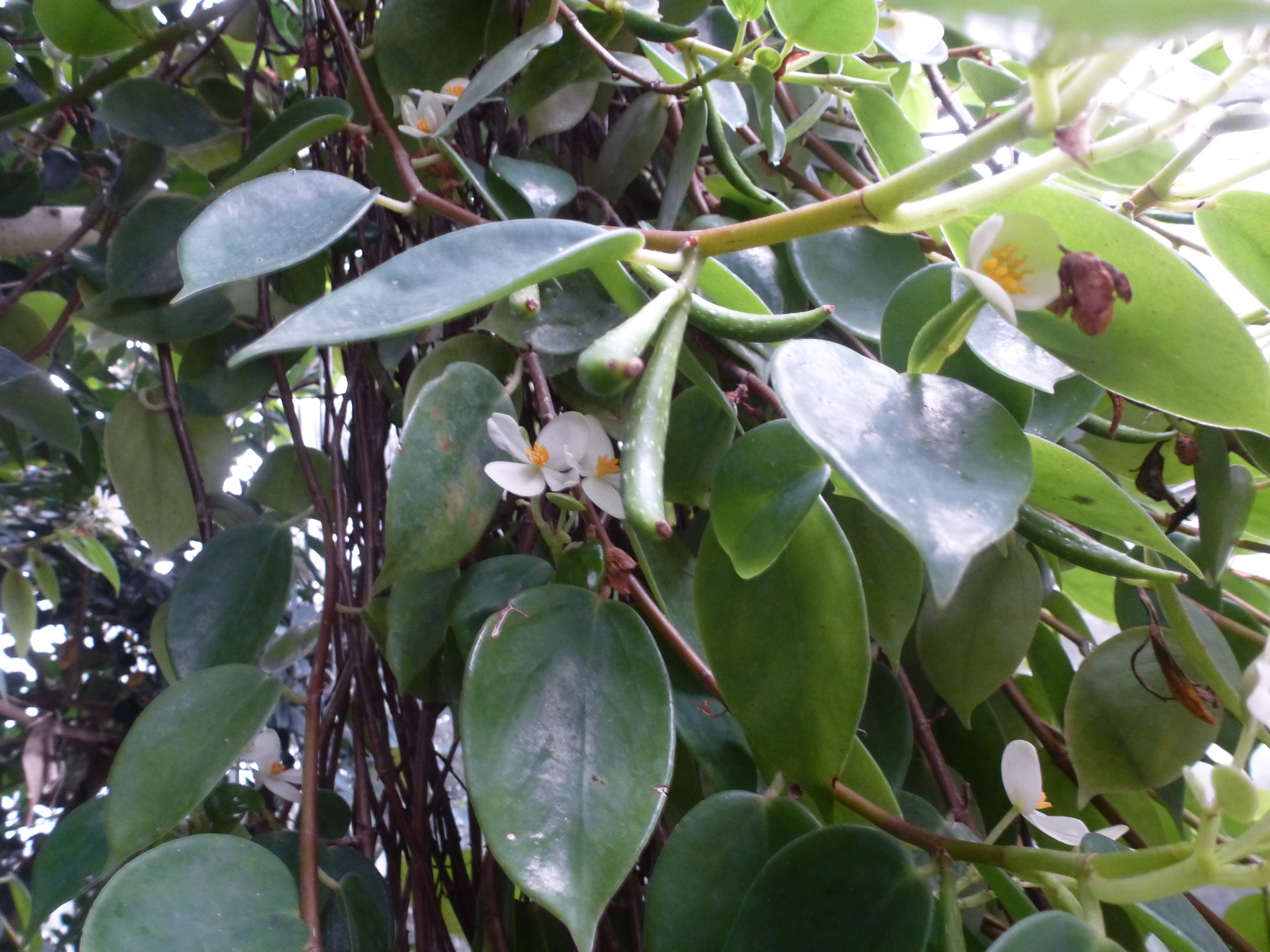
Fruits
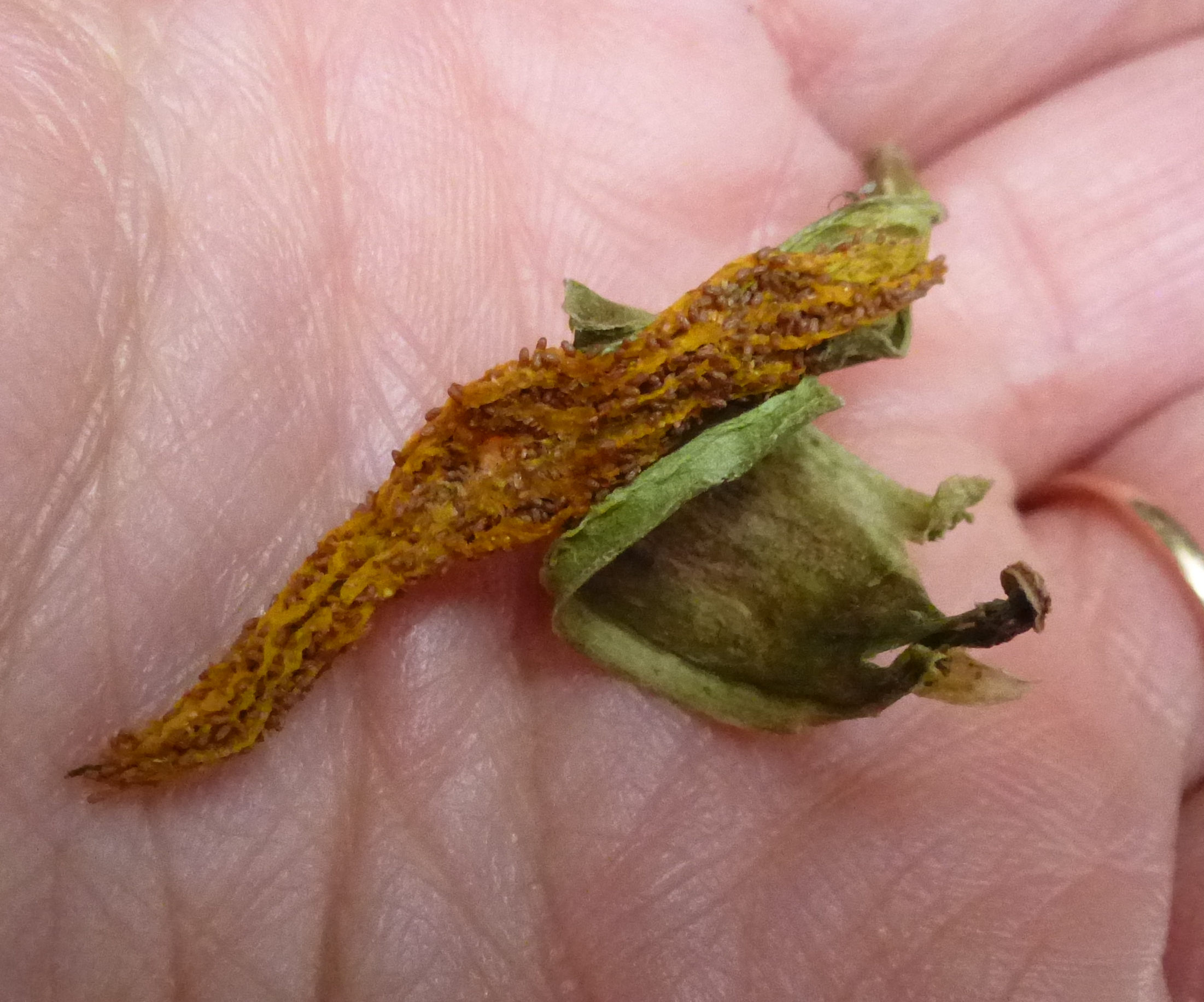
Fruit à maturité et graines

## Répartition géographique
Cette espèce est originaire du pays suivant : Sao Tomé-et-Principe.